# Idaho Panhandle

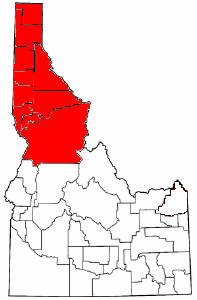
La regione dell'Idaho Panhandle

L'Idaho Panhandle (letteralmente "manico di tegame dell'Idaho") è una regione che comprende le 10 contee più a nord dello Stato statunitense dell'Idaho. Ha una forma rettangolare, e confina ad ovest con lo Stato di Washington, ad est con lo Stato del Montana, e a nord con la provincia canadese della Columbia Britannica.
Coeur d'Alene è la più grande città dell'Idaho Panhandle. Spokane, Washington, si trova circa 30 miglia (48 km) ad ovest di Coeur d'Alene, ed è anche la posizione dell'aeroporto regionale, l'aeroporto internazionale di Spokane. Altre importanti città della regione sono Lewiston, Moscow, Post Falls, Hayden, Sandpoint, e le città piccole di St. Maries e Bonners Ferry. Ad est di Coeur d'Alene si trova la Silver Valley, che segue la Interstate 90 fino al confine con il Montana attraverso il Passo di Lookout.